# Clavada (ajedrez)
|    |       |       |       |       |       |    |    |    |  |
|    | a8    | b8 rd | c8 kd | d8    | e8    | f8 | g8 | h8 |  |
| a7 | b7    | c7    | d7    | e7    | f7    | g7 | h7 |    |  |
| a6 | b6    | c6    | d6    | e6 nd | f6    | g6 | h6 |    |  |
| a5 | b5    | c5    | d5    | e5    | f5 bl | g5 | h5 |    |  |
| a4 | b4    | c4    | d4    | e4    | f4    | g4 | h4 |    |  |
| a3 | b3 nl | c3    | d3    | e3    | f3    | g3 | h3 |    |  |
| a2 | b2    | c2    | d2    | e2    | f2    | g2 | h2 |    |  |
| a1 | b1 ql | c1 kl | d1    | e1    | f1    | g1 | h1 |    |  |
|    |       |       |       |       |       |    |    |    |  |

El caballo negro está en clavada absoluta, es decir que no puede moverse porque dejaría en jaque al rey negro, lo que es una jugada ilegal.

Hay una clavada relativa sobre el caballo blanco, el cual puede moverse aunque exponga a la dama blanca a ser capturada por la torre negra.
|    |       |    |    |       |       |    |    |    |  |
|    | a8    | b8 | c8 | d8    | e8 kd | f8 | g8 | h8 |  |
| a7 | b7 pd | c7 | d7 | e7    | f7    | g7 | h7 |    |  |
| a6 | b6    | c6 | d6 | e6    | f6    | g6 | h6 |    |  |
| a5 | b5    | c5 | d5 | e5 qd | f5    | g5 | h5 |    |  |
| a4 | b4    | c4 | d4 | e4    | f4    | g4 | h4 |    |  |
| a3 | b3    | c3 | d3 | e3    | f3    | g3 | h3 |    |  |
| a2 | b2 pl | c2 | d2 | e2    | f2    | g2 | h2 |    |  |
| a1 | b1    | c1 | d1 | e1 rl | f1 kl | g1 | h1 |    |  |
|    |       |    |    |       |       |    |    |    |  |

La dama negra está clavada contra el rey negro, aunque puede moverse a lo largo de la columna 'e'. Este es un ejemplo de clavada parcial.

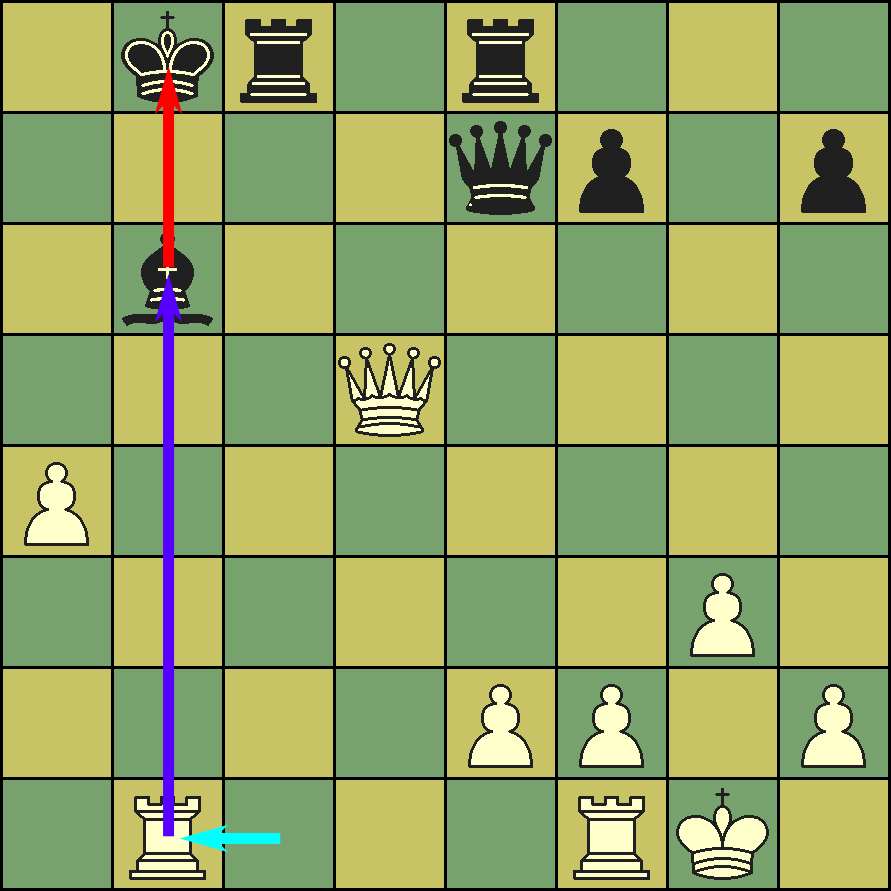
Tablero de ajedrez que muestra la torre usando tácticas de fijación

En el ajedrez, una clavada es una situación en la cual una pieza no puede moverse sin exponer a otra pieza de su color y de mayor valor a ser capturada.
Una clavada se produce cuando tres piezas están en la misma fila, columna o diagonal del tablero; la pieza atacante, la pieza atacada o clavada, y la pieza que quedaría expuesta si la pieza clavada se mueve. Por esta razón, sólo las piezas que pueden moverse más de una casilla en línea recta pueden producir una clavada: damas, torres o alfiles.
La clavada se diferencia del pincho o enfilada que en este la pieza de mayor valor es la que se interpone entre la pieza atacante y la pieza de su bando, mientras que en la clavada, la pieza interpuesta es de menor valor que la otra de su mismo color.

## Tipos de clavada
Los tipos de clavada que existen son:
Clavada absoluta
Se produce cuando la tercera pieza de la línea de clavada (la que quedaría atacada si se mueve la pieza clavada) es el rey. Se llama absoluta porque la pieza clavada no puede moverse, pues dejaría al rey en jaque, lo cual es una jugada ilegal.
Clavada relativa
Se produce cuando la pieza clavada no se interpone entre una pieza atacante y su propio rey. En este caso la pieza clavada puede moverse, aunque la tercera pieza de la línea de clavada quede atacada.
Clavada parcial
Se da cuando una pieza clavada puede moverse a lo largo de la línea de clavada.